# Elephantulus myurus
Elephantulus myurus là một loài động vật có vú trong họ Macroscelididae, bộ Macroscelidea. Loài này được Thomas & Schwann mô tả năm 1906.